# دار الآلة
دار الآلة هي متحف مكرس للموسيقى الأندلسية والمغربية التقليدية من انبثاق جمعية هواة الموسيقى الأندلسية بالمغرب. تقع في حي الحبوس بمدينة الدار البيضاء المغربية، وفيها آلات قديمة وآثار آخرى تتعلق بموسيقى الأندلس وتراثها.

بعض الآلات القديمة المعرضة في دار الآلة
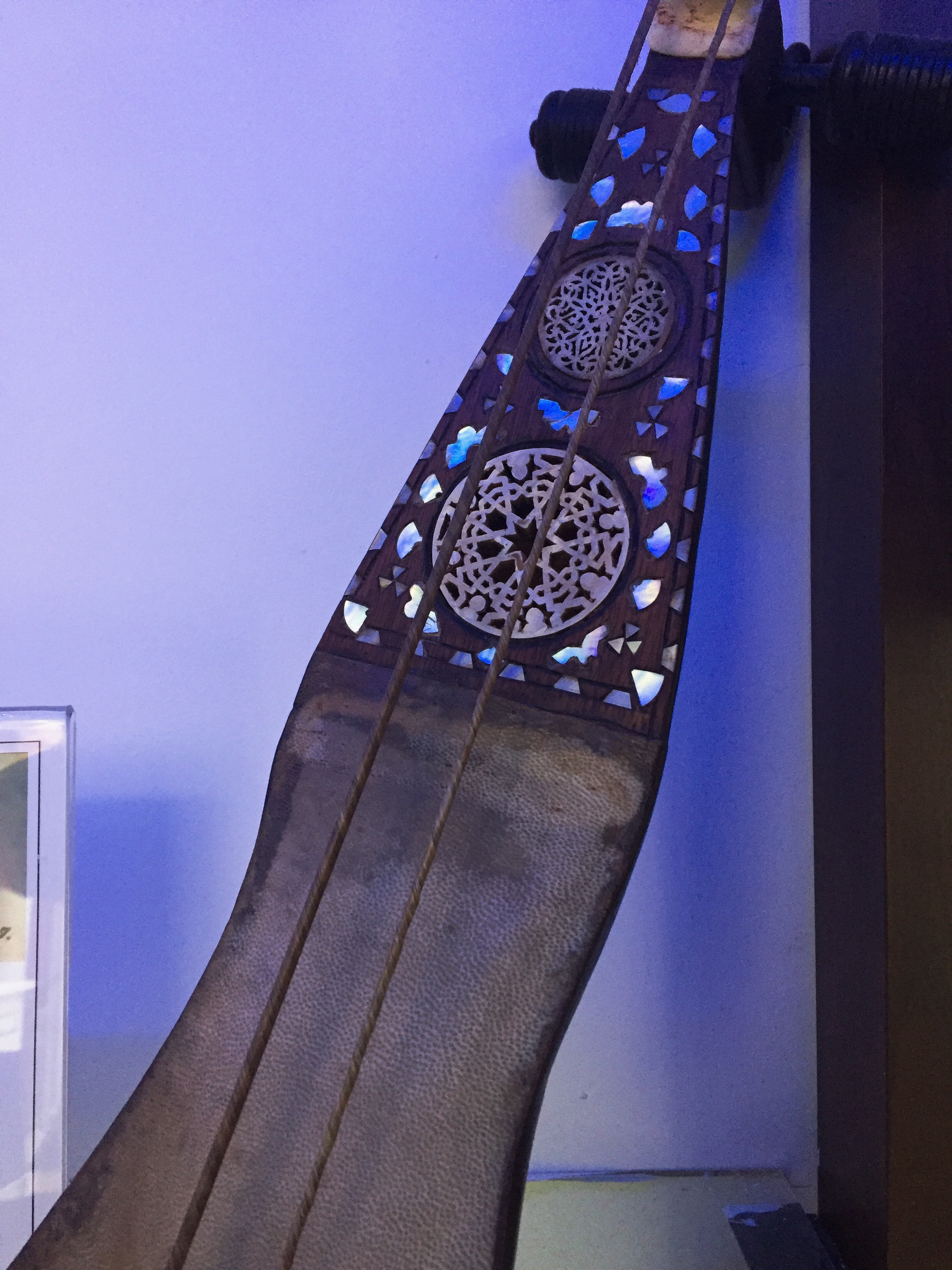
ربابة
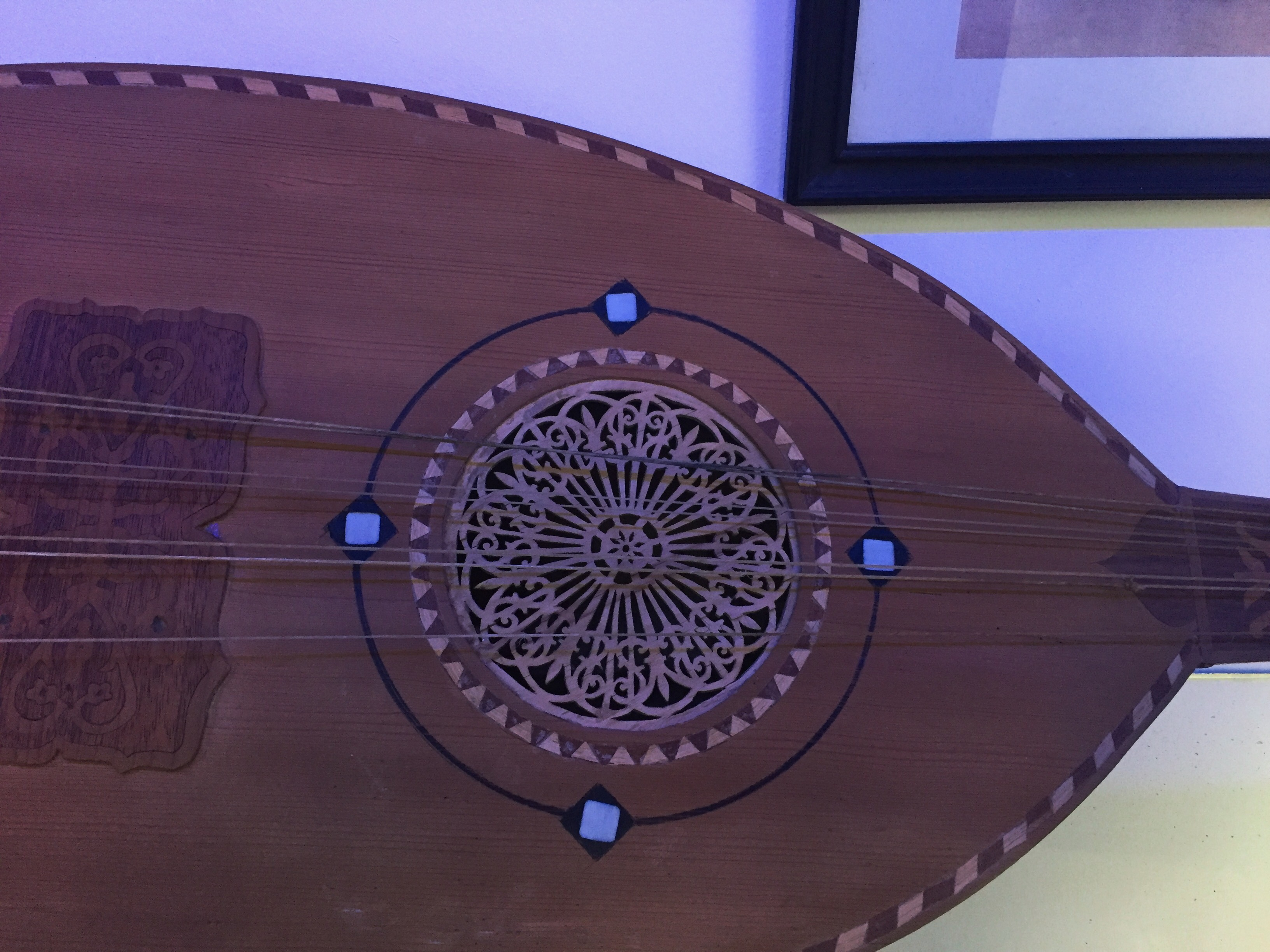
عود
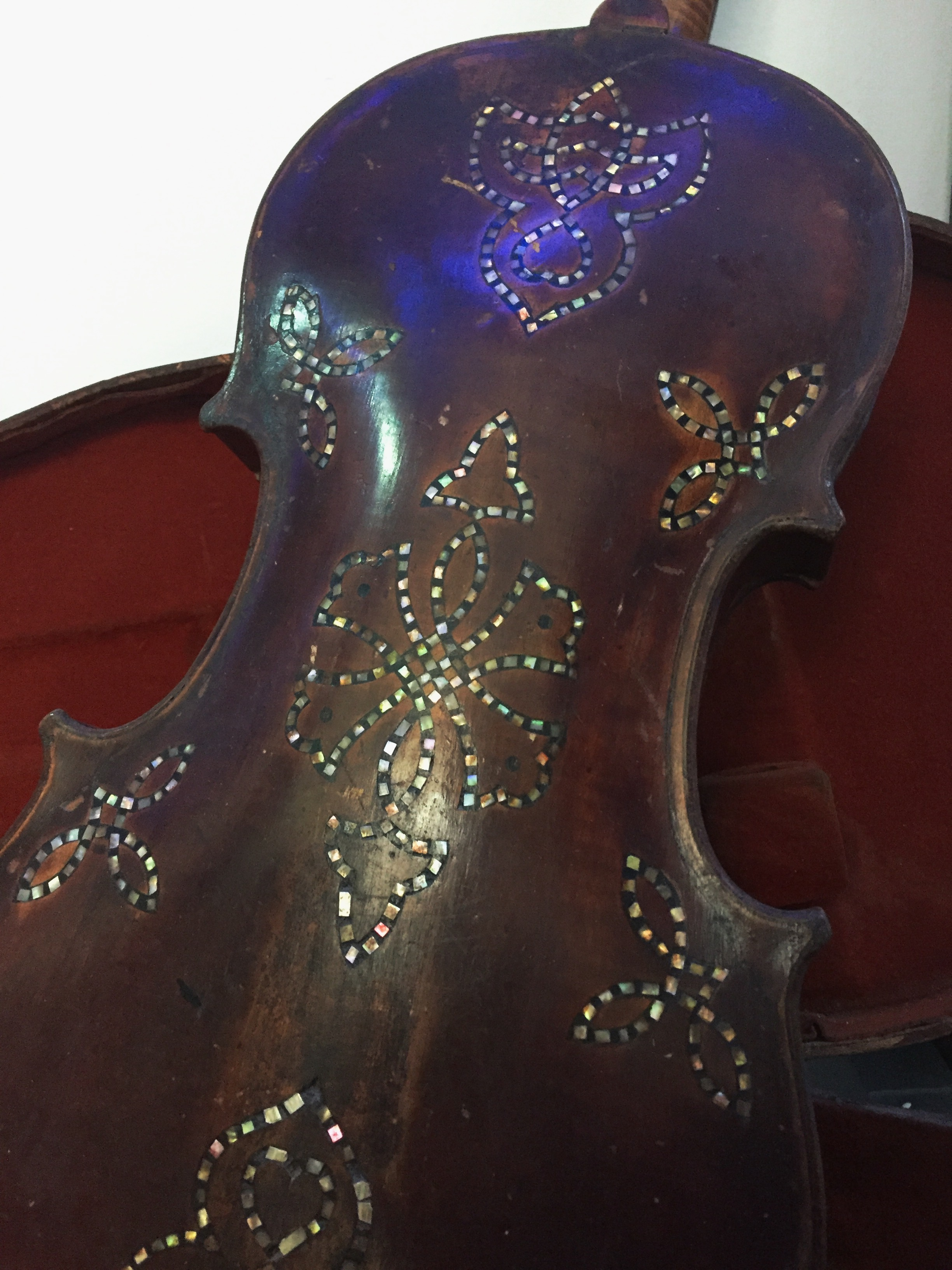
كمان